# Farkas (nome)

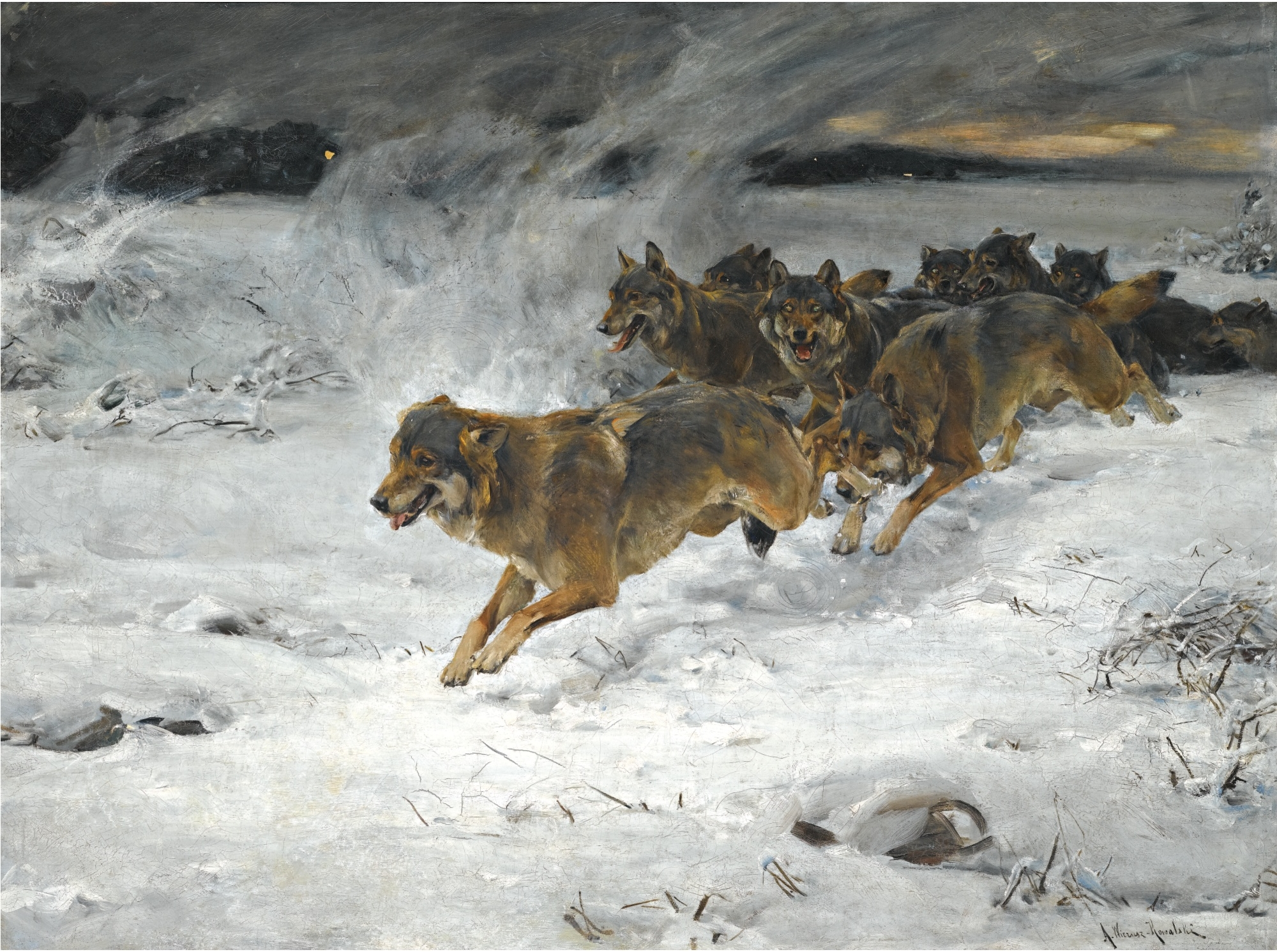
Branco di lupi, di Alfred Wierusz-Kowalski

Farkas  è un nome proprio di persona ungherese maschile.

## Origine e diffusione
Nome di origine antica, ormai desueto, significa letteralmente "lupo"; ha quindi lo stesso significato dei nomi Boris, Bleddyn, Vukašin, Lupo e Ulfo. Se il nome è desueto, è invece un cognome comunissimo in Ungheria.

## Onomastico
L'onomastico cade il 31 ottobre, in memoria di san Volfango di Ratisbona (924 – 31 ottobre 994), venerato nella tradizione ungherese come san Farkas; viene festeggiato inoltre i giorni 23 agosto e 1º settembre.

## Persone
- Farkas Bolyai, matematico ungherese